# الناطقون بالفرنسية
▪ أقليات تتحدث الفرنسية

الألوان :
لغتهم الفرنسية هي الأم
لغة إدارية (رسمية)
لغة الثقافة (ليست رسمية، عادة تكون اللغة رقم 2)
▪ أقليات تتحدث الفرنسية

الناطقون بالفرنسية -و يطلق عليهم مصطلح (الفرنكوفونيين) (بالفرنسية: francophones)- هم متحدثو اللغة الفرنسية، وعادة ما تكون اللغة الأساسية لديهم، سواء كانوا أفرادا وجماعات أو أماكن (مثل شخص فرنكفوني، دولة فرنكفونية إلخ...). لكن في أغلب الأحيان يستخدم المصطلح كإشارة إلى شخص لغته الأم هي الفرنسية. مفهوم 'الناطقين بالفرنسية' (الفرنكوفونيين) يتخطى تعريف القاموس «للمتحدثين باللغة الفرنسية» ووصفه لهم، حيث أصبح المصطلح يشير بشكل عام إلى أشخاص يتمتعون بخلفية ثقافية ومرتبطين أساسا مع اللغة الفرنسية، بغض النظر عن الاختلافات العرقية والجغرافية فيما بين هؤلاء الاشحاص أو الشعوب. ثقافة الناطقين بالفرنسية تجاوزت ما هو أبعد من حدود القارة الأوروبية ليصل إلى أولئك الذين أخذوا ثقافتهم من إرث تركته الإمبراطورية الفرنسية الاستعمارية والإمبراطورية البلجيكية الاستعمارية (عبر المستعمرات البلجيكية في الكونغو البلجيكية، بوروندي، ورواندا).

## عدد متحدثي الفرنسية
من الصعوبة بمكان تقدير عدد متحدثي لغةٍ ما، خصوصاً عند محاولة تقدير عدد المتحدثين غير الأصليين لتلك اللغة. ويمكن أن يتدرج مستوى الإتقان من مستوى أساسي إلى مستوى جيد مع عدة مستويات وسيطة. ولذلك يجب أن يقترن تقييم عدد المتكلمين في اللغة بمستوى الممارسة المقاسة. كما لا يوجد نظام تقييم موثوق به ومتسق في العالم لقياس تمرس اللغات.

## تاريخ وأحداث
يعود مصطلح الفرنكوفونية إلى عالم الجغرافيا الفرنسي أونزيم ركلو (Onesime Reclus) الذي وضعه في أواخر القرن التاسع عشر: 1880 للدلالة على الدول التي تستعمل اللغة الفرنسية. ثم أصبح فيما بعد دالاً على مجموع المستعمرات الفرنسية القديمة الناطقة كلياً أو جزئياً باللغة الفرنسية؛ مما جعله يحمل كل معاني الهيمنة الثقافية والسياسية.
20 مارس 1970 هو تاريخ نشأة الفرانكوفونية الدولية التي نشأت باجتماع ثلاثة دول تحت الرعاية الفرنسية في عاصمة النيجر نيامي بهدف إنشاء وكالة التعاون الثقافي والفني. وإثر اعتمادها لميثاق فرانكوفونية جديد سنة 2005، أصبحت تسمى المنظمة الدولية للفرانكوفونية. ففي ذلك الوقت كانت تضم 12 دولة ثم أصبحت بعد ذلك 50 دولة منهم 14 عضوا بصفة ملاحظ، تمثل القارات الخمس، وتضم ربع دول العالم.
- 1998 انعقدت المناظرة الوزارية للفرنكوفونية، في بوخارست؛ حيث تم إقرار مصطلح (المنظمة الدولية للفرنكوفونية) للدلالة على مجموع هيئات الفرنكوفونية.
- 2001 انعقد مؤتمر القمة التاسع للفرنكوفونية في بيروت.
- 2002 مشاركة الأمين العام للفرنكوفونية السيد بطرس غالي في مؤتمر القمة العربي الذي انعقد في بيروت في 26 مارس من عام 2002 حيث قدم تقريراً خطيراً عن مشاركة الفرنكوفونية في صنع القرار في عدد من الدول الإسلامية والعربية.

## المنظمات الفرنكوفونية الدولية

### القمم الفرنكوفونية
تجمع قمم الفرنكوفونية رؤساء الدول والحكومات الناطقة بالفرنسية. وفيما يلي قمم الفرنكوفونية التي جرى عقدها:
- 1986  فرنسا: فرساي
- 1987  كندا: كيبك
- 1989  السنغال: داكار
- 1991  فرنسا: باريس
- 1993  موريشيوس: غراند باي
- 1995  بنين: كوتونو
- 1997  فيتنام: هانوي
- 1999  كندا: مونكتون
- 2002  لبنان: بيروت
- 2004  بوركينا فاسو: واغادوغو
- 2006  رومانيا: بوخارست
- 2008  كندا: مدينة كيبك
- 2010  سويسرا: مونترو
- 2012  جمهورية الكونغو الديمقراطية: كينشاسا
- 2014  السنغال: داكار
- 2016  مدغشقر: أنتاناناريفو
- 2018  أرمينيا: يريفان

## وصلات خارجية
- المنظمة العالمية للفرنكوفونية (بالفرنسية)
- صفحة الفرنكوفونية على موقع الأكاديمية الفرنسية (بالفرنسية)
- أعلام المناطق الفرنكوفونية في أميركا (بالفرنسية)
- صفحة الفرنكوفورنية على موقع ريديت (بالفرنسية)